# هری ویلیامز (بازیکن فوتبال، زاده ۱۹۲۹)
هری ویلیامز (انگلیسی: Harry Williams؛ زادهٔ ۲۴ فوریهٔ ۱۹۲۹) بازیکن فوتبال در پست مهاجم اهل انگلستان است.

## باشگاهی
از باشگاه‌هایی که در آن بازی کرده‌است می‌توان به باشگاه فوتبال بری، باشگاه فوتبال ویتون آلبیون، باشگاه فوتبال منچستر یونایتد، باشگاه فوتبال وستهام یونایتد و باشگاه فوتبال سوئیندون تاون اشاره کرد.